# Harry Cowans
Harry Lowes Cowans (ur. 19 grudnia 1932, zm. 3 października 1985) – brytyjski polityk; członek Partii Pracy.
Cowans został wybrany na posła w okręgu wyborczym Newcastle upon Tyne Central, w wyborach uzupełniających w 1976 roku. W 1983 został wybrany w okręgu wyborczym Tyne Bridge.

## Źródła
- Times Guide to the House of Commons, 1983
- Historyczna lista Leigh Rayment. leighrayment.com. [zarchiwizowane z tego adresu (2014-01-18)].